# 宮原弘和
宮原 弘和（みやはら ひろかず、10月3日 - ）は、日本の男性声優である。大阪府出身。

## 来歴
阪南大学卒業。
2002年（平成14年） - アミューズメントメディア総合学院大阪校声優タレント科を卒業。
2006年（平成18年） - 劇団大富豪を旗揚げし、座長として精力的に活動している。
2009年（平成21年）6月 - 青二プロダクション所属。
2023年3月、青二プロダクションを退所。

## 人物
資格・免許は普通自動車免許。
趣味はサッカー、フットサル。特技は歌唱。
方言は関西弁。

## 出演

### テレビアニメ
2009年
- しゅごキャラ!!どきっ（エージェント）
- 戦場のヴァルキュリア（将校、兵士、近衛兵）
- ねぎぼうずのあさたろう（岡っ引き）
- ONE PIECE（2009年 - 2013年、海兵、囚人、ジェロ）

2010年
- 刀語（鬼宿不埒）
- 咎狗の血（黒服）
- もっとTo LOVEる -とらぶる-（スイカ）

2012年
- 探検ドリランド（オロチ）

2013年
- イクシオン サーガ DT（国務大臣）
- 京騒戯画（執事）
- 探検ドリランド -1000年の真宝-（オロチ）

2015年
- 美少女戦士セーラームーンCrystal（男性）

2022年
- デジモンゴーストゲーム（2022年 - 2023年、エリスモン、シャンブルモン、児雷也イエロー、ハンギョモン）

### 劇場アニメ
- ストレンヂア 無皇刃譚（2007年）
- なぜ生きる 蓮如上人と吉崎炎上（2016年、比叡山僧侶）

### OVA
- トミカ大作戦!（2017年、ブラックラーJr、ナレーション、博士、警察、現場監督 他）

### Webアニメ
- 美少女戦士セーラームーンCrystal（2015年、男性）

### ゲーム
時期不明
- カオス ヒーローズ オンライン（ソールベーンハイム、クロコダイリー）

2005年
- イースVI（アトリ、エミリオ、グエン）

2010年
- クロヒョウ 龍が如く新章（リカルド・アキラ）
- 戦場のヴァルキュリア2 ガリア王立士官学校（ヨアヒム・オーセン）

2011年
- 真・三國無双6（兵卒D）
- 真・三國無双6 Special（兵卒D）
- 真・三國無双6 猛将伝（兵卒D）
- 聖闘士星矢戦記（暗黒ドラゴン、雑兵）
- TROY無双

2012年
- アーシャのアトリエ 〜黄昏の大地の錬金術士〜
- 幻想水滸伝 紡がれし百年の時（ブートゥルーガ、クレイオン、ヨフール）
- スーパーロボット大戦OGサーガ 魔装機神II REVELATION OF EVIL GOD
- テイルズ オブ イノセンス R
- バイナリー ドメイン
- 龍が如く5 夢、叶えし者
- ワンピース 海賊無双（村人1、魚人2）

2013年
- スーパーロボット大戦OGサーガ 魔装機神III PRIDE OF JUSTICE
- マブラヴ オルタネイティヴ トータル・イクリプス（ゲオールギー・バラキン少将、篁祐唯、グネーシン中佐）

2014年
- スーパーロボット大戦OGサーガ 魔装機神F COFFIN OF THE END

2015年
- 龍が如く0 誓いの場所
- スーパーロボット大戦BX

2017年
- スーパーロボット大戦V

2018年
- 北斗が如く
- スーパーロボット大戦X

2019年
- スーパーロボット大戦T

2020年
- ドラゴンボールZ カカロット

### ドラマCD
- 真・女神転生 STRANGE JOURNEY

### 吹き替え
- THE TUDORS〜背徳の王冠〜
- HAWAII FIVE-0

### ラジオ
- 豊嶋真千子Earthly Paradise（アシスタントパーソナリティ）
  - 豊嶋真千子・岩田光央 アスパラFUN!!（アシスタントパーソナリティ）

### ラジオドラマ
- 青山二丁目劇場
  - 「ミッちゃん海へ行く」海の家のおじさん
  - 「下駄の一生」お父さんの友人
  - 「そう、人は外見ではない」 いかつい男
- 花の慶次（若水の家来）

### 舞台
- 劇団大富豪による舞台多数

### その他コンテンツ
- 100分de名著（声の出演）

### キャラクターソング
| 発売日 | 商品名 | 歌                          | 楽曲                 | 備考                       |
| 2017年 | 2017年 | 2017年                      | 2017年               | 2017年                     |
| ------ | ------ | --------------------------- | -------------------- | -------------------------- |
| -      | -      | ブラックラーJr.（宮原弘和） | 「俺はブラックラー」 | OVA『トミカ大作戦!』挿入歌 |